# Symplecta megarhabda
Symplecta megarhabda là một loài ruồi trong họ Limoniidae. Chúng phân bố ở miền Tân bắc.